# Reciprociteit
Reciprociteit is de bereidheid om een ander een dienst te verlenen in de wetenschap dat hiervoor een wederdienst verwacht kan worden. Het is een gelijkwaardige vorm van wederkerigheid, terwijl ongelijkwaardige wederkerigheid redistributie is.
In de biologische verschijningsvorm komt dit onder meer neer op het delen van vergaard voedsel en het verkrijgen hiervan op een ander tijdstip, naar aanleiding van de eerdere bereidheid tot delen.